# Kálló
Kálló – wieś i gmina w północnej części Węgier, w pobliżu miasta Pásztó.
Miejscowość leży na obszarze Średniogórza Północnowęgierskiego i należy do powiatu Pásztó, wchodzącego w skład komitatu Nógrád.
Gmina liczy 1471 mieszkańców (2009) i zajmuje obszar 36,97 km².